# アメリカ滝
アメリカ滝（アメリカたき、英称：American Falls）は、ナイアガラ川にあるナイアガラの滝のひとつで、アメリカ側のニューヨーク州ナイアガラフォールズ市にある。
アメリカ滝は、ナイアガラ川の10%にあたる水量が流れており、残りの90%はゴート島によって分かれているカナダ滝側に流れる。滝の幅は260m（850ft）、高さは滝の上から降り積もった岩石までの高さで21～34m（70～110ft）ある。滝から川までの高さは57m（188ft）。
アメリカ側からの滝の眺めは横から急角度になるが、滝の両端から間近でみることができる。カナダ側からは正面を見ることができる。
水が流れ落ちる滝の淵の形が「W」の形をしており、過去150年間の間に多量の岩石が落下したことによって形作られた。最近に見られた岩石の落下は1954年のものになる。
降り積もった岩石の調査のため、1969年の5月から11月まで水の流れを止め、滝が干上がったことがある。1969年12月に再び水の流れを戻し、1970年代中頃に、岩石の除去を行わず自然のまま手を加えないことが決められた経緯がある。